# Exochus captus
Exochus captus är en stekelart som beskrevs av Charles Thomas Brues 1910. Exochus captus ingår i släktet Exochus och familjen brokparasitsteklar. Inga underarter finns listade i Catalogue of Life.